# Liste des dauphins de France
Cet article donne la liste des dauphins de France depuis 1349, date à laquelle Humbert II vend sa seigneurie du Dauphiné de Viennois au roi de France Philippe VI de Valois, à la condition que l'héritier du trône porte le titre de dauphin de Viennois. Selon le traité de Romans, le Dauphiné doit revenir à un fils du futur roi Jean II le Bon, alors duc de Normandie. C'est donc le futur Charles V le Sage, en tant que fils aîné de Jean, qui devient le dauphin.
L'usage s'établit alors de donner au fils aîné vivant (ou à ses éventuels descendants mâles s'il est mort) du roi de France régnant le titre de dauphin de Viennois, et de le désigner comme le dauphin. Pendant les deux monarchies constitutionnelles de Louis XVI et de Louis-Philippe Ier, le titre de dauphin est officiellement remplacé entre 1791 et 1792, puis entre 1830 et 1848, par celui de prince royal de France pour désigner l'héritier présomptif du trône.

## Dauphins de Viennois
Liste des comtes d'Albon puis dauphins de Viennois.

### Maison de Valois (1349-1547)

#### Branche directe (1349-1498)
| Portrait | Nom                           | Roi          | Parenté avec le roi | Naissance         | Devient dauphin de Viennois | Cesse d'être dauphin de Viennois  | Mort              | Armoiries |
| -------- | ----------------------------- | ------------ | ------------------- | ----------------- | --------------------------- | --------------------------------- | ----------------- | --------- |
|          | Charles Ier futur Charles V   | Jean II      | fils                | 21 janvier 1338   | 16 juillet 1349             | 8 avril 1364 accède au trône      | 16 septembre 1380 |           |
|          | Charles II futur Charles VI   | Charles V    | fils                | 3 décembre 1368   | 3 décembre 1368             | 16 septembre 1380 accède au trône | 21 octobre 1422   |           |
|          | Charles III                   | Charles VI   | fils                | 25 septembre 1386 | 25 septembre 1386           | 28 décembre 1386                  | 28 décembre 1386  |           |
|          | Charles IV                    | Charles VI   | fils                | 6 février 1392    | 6 février 1392              | 13 janvier 1401                   | 13 janvier 1401   |           |
|          | Louis Ier                     | Charles VI   | fils                | 22 janvier 1397   | 13 janvier 1401             | 18 décembre 1415                  | 18 décembre 1415  |           |
|          | Jean III                      | Charles VI   | fils                | 31 août 1398      | 18 décembre 1415            | 4 avril 1417                      | 4 avril 1417      |           |
|          | Charles V futur Charles VII   | Charles VI   | fils                | 22 février 1403   | 4 avril 1417                | 21 octobre 1422 accède au trône   | 22 juillet 1461   |           |
|          | Louis II futur Louis XI       | Charles VII  | fils                | 3 juillet 1423    | 3 juillet 1423              | 22 juillet 1461 accède au trône   | 30 août 1483      |           |
|          | François Ier                  | Louis XI     | fils                | 4 décembre 1466   | 4 décembre 1466             | 4 décembre 1466                   | 4 décembre 1466   |           |
|          | Charles VI futur Charles VIII | Louis XI     | fils                | 30 juin 1470      | 30 juin 1470                | 30 août 1483 accède au trône      | 7 avril 1498      |           |
|          | Charles VII-Orland            | Charles VIII | fils                | 11 octobre 1492   | 11 octobre 1492             | 16 décembre 1495                  | 16 décembre 1495  |           |
|          | Charles VIII                  | Charles VIII | fils                | 8 septembre 1496  | 8 septembre 1496            | 2 octobre 1496                    | 2 octobre 1496    |           |
|          | François II                   | Charles VIII | fils                | juillet 1497      | juillet 1497                | début 1498                        | début 1498        |           |

#### Branche de Valois-Angoulême (1515-1547)
| Portrait | Nom                      | Roi          | Parenté avec le roi | Naissance       | Devient dauphin de Viennois | Cesse d'être dauphin de Viennois | Mort            | Armoiries |
| -------- | ------------------------ | ------------ | ------------------- | --------------- | --------------------------- | -------------------------------- | --------------- | --------- |
|          | François III             | François Ier | fils                | 28 février 1518 | 28 février 1518             | 10 août 1536                     | 10 août 1536    |           |
|          | Henri Ier futur Henri II | François Ier | fils                | 31 mars 1519    | 10 août 1536                | 31 mars 1547 accède au trône     | 10 juillet 1559 |           |

## Dauphins de France
Après les fiançailles le 27 janvier 1548, puis le mariage le 24 avril 1558 du futur François II avec Marie Ire d'Écosse, le titre de dauphin de Viennois est abandonné au profit de celui de dauphin de France, afin d'établir sur un rang d'égalité les deux conjoints.

### Maison de Valois (1547-1589)

#### Branche de Valois-Angoulême (1547-1589)
| Portrait | Nom                           | Roi      | Parenté avec le roi | Naissance       | Devient dauphin de France | Cesse d'être dauphin de France  | Mort            | Armoiries |
| -------- | ----------------------------- | -------- | ------------------- | --------------- | ------------------------- | ------------------------------- | --------------- | --------- |
|          | François IV futur François II | Henri II | fils                | 19 janvier 1544 | 31 mars 1547              | 10 juillet 1559 accède au trône | 5 décembre 1560 |           |

### Maison de Bourbon (1589-1830)
| Portrait | Nom                                | Roi        | Parenté avec le roi | Naissance         | Devient dauphin de France | Cesse d'être dauphin de France                   | Mort               | Armoiries |
| -------- | ---------------------------------- | ---------- | ------------------- | ----------------- | ------------------------- | ------------------------------------------------ | ------------------ | --------- |
|          | Louis III futur Louis XIII         | Henri IV   | fils                | 27 septembre 1601 | 27 septembre 1601         | 14 mai 1610 accède au trône                      | 14 mai 1643        |           |
|          | Louis IV-Dieudonné futur Louis XIV | Louis XIII | fils                | 5 septembre 1638  | 5 septembre 1638          | 14 mai 1643 accède au trône                      | 1er septembre 1715 |           |
|          | Louis V dit le Grand Dauphin       | Louis XIV  | fils                | 1er novembre 1661 | 1er novembre 1661         | 14 avril 1711                                    | 14 avril 1711      |           |
|          | Louis VI dit le Petit Dauphin      | Louis XIV  | petit-fils          | 6 août 1682       | 14 avril 1711             | 18 février 1712                                  | 18 février 1712    |           |
|          | Louis VII                          | Louis XIV  | arrière-petit-fils  | 8 janvier 1707    | 18 février 1712           | 8 mars 1712                                      | 8 mars 1712        |           |
|          | Louis VIII futur Louis XV          | Louis XIV  | arrière-petit-fils  | 15 février 1710   | 8 mars 1712               | 1er septembre 1715 accède au trône               | 10 mai 1774        |           |
|          | Louis IX                           | Louis XV   | fils                | 4 septembre 1729  | 4 septembre 1729          | 20 décembre 1765                                 | 20 décembre 1765   |           |
|          | Louis X-Auguste futur Louis XVI    | Louis XV   | petit-fils          | 23 août 1754      | 20 décembre 1765          | 10 mai 1774 accède au trône                      | 21 janvier 1793    |           |
|          | Louis XI-Joseph-Xavier             | Louis XVI  | fils                | 22 octobre 1781   | 22 octobre 1781           | 4 juin 1789                                      | 4 juin 1789        |           |
|          | Louis XII-Charles                  | Louis XVI  | fils                | 27 mars 1785      | 4 juin 1789               | 14 septembre 1791 devient prince royal de France | 8 juin 1795        |           |
|          | Louis XIII-Antoine                 | Charles X  | fils                | 6 août 1775       | 16 septembre 1824         | 2 août 1830 renonce à ses droits au trône        | 3 juin 1844        |           |